# جورج هيل (سياسي أمريكي)
جورج هيل (بالإنجليزية: George Hill)‏ هو سياسي أمريكي، ولد في 9 ديسمبر 1903. حزبياً، نشط في Maine Republican Party ‏ والحزب الجمهوري.